# James Parker (balonmanista)
James Parker (San Nicolás de los Arroyos, 9 de junio de 1994) es un jugador profesional de balonmano argentino que habitualmente se desempeña en la posición de lateral izquierdo en el Eón Alicante de la División de Honor Plata de España. Es internacional con la selección de balonmano de Argentina.

## Trayectoria

### Inicios en el balonmano
Parker es hijo de un baloncestista estadounidense con el que comparte el nombre. Aunque nació en San Nicolás de los Arroyos, desde pequeño se radicó junto a su madre en la ciudad de San Luis. Durante su infancia y adolescencia practicó baloncesto, tenis y golf. Siendo estudiante del Colegio San Marcos, se unió al equipo de handball de la institución recién en 2011. Su rápido aprendizaje del deporte le permitió ser convocado para integrar la selección juvenil de handball de San Luis que compitió en los Juegos Binacionales de Integración Andina.

### Argentina
En 2012 se unió a Handball San Luis, donde terminó de adquirir los fundamentos del deporte y comenzó a jugar competitivamente en los torneos provinciales y regionales. Dos años después pasó al club Mariano Acosta de Don Bosco, lo que le permitió jugar en los torneos de la Federación Metropolitana de Balonmano.
En 2016 fichó con la Sociedad Alemana de Gimnasia de Los Polvorines, dando el salto a la Liga de Honor Caballeros.

### España
Parker llegó a España en julio de 2018, fichado por el BM Alarcos de Ciudad Real, club que militaba en la División de Honor Plata. Al finalizar la temporada, Parker había marcado 93 goles. 
Su buen desempeño en el equipo ciudadrealeño captó la atención del cuerpo técnico del BM Benidorm, por lo que firmó un contrato con ellos en junio de 2019.

### Egipto y Qatar
En septiembre de 2022 abandonó España para unirse al club egipcio Zamalek SC, que pagó la cláusula de 30.000 euros para rescindir su contrato con el BM Benidorm. Jugó una temporada con el equipo, pero no obtuvo ningún título. Luego de ello se uniría al club catarí Al Gharafa.

### Retorno a España
A fines de mayo de 2024 se anunció el regreso de Parker a España, fichado por el Eón Alicante de la División de Honor Plata.

## Clubes
| Club                  | País      | Año         |
| --------------------- | --------- | ----------- |
| Handball San Luis     | Argentina | 2012 - 2014 |
| Mariano Acosta        | Argentina | 2015        |
| SAG de Los Polvorines | Argentina | 2016 - 2018 |
| BM Alarcos            | España    | 2018 - 2019 |
| BM Benidorm           | España    | 2019 - 2022 |
| Zamalek SC            | Egipto    | 2022 - 2023 |
| Al-Gharafa            | Catar     | 2023 - 2024 |
| Eón Alicante          | España    | 2024 - Act. |

## Selección nacional
Parker fue miembro de la selección juvenil de balonmano de Argentina, pasando luego a integrarse a la selección mayor.
Formó parte del combinado argentino que compitió en el Campeonato Mundial de Balonmano Masculino de 2023 y en los Juegos Olímpicos de París 2024.
Ganó medalla de oro en los Juegos Suramericanos de 2022 y en los Juegos Panamericanos de 2023.

## Palmarés internacional
| Juegos Panamericanos                      | Juegos Panamericanos | Juegos Panamericanos | Juegos Panamericanos |
| Año                                       | Lugar                | Medalla              |                      |
| ----------------------------------------- | -------------------- | -------------------- | -------------------- |
| 2023                                      | Santiago de Chile    | Medalla de oro       |                      |
| Campeonato Sudamericano y Centroamericano |                      |                      |                      |
| Año                                       | Lugar                | Medalla              |                      |
| 2022                                      | Recife               | Medalla de plata     |                      |
| 2024                                      | Buenos Aires         | Medalla de plata     |                      |
| Juegos Suramericanos                      |                      |                      |                      |
| Año                                       | Lugar                | Medalla              |                      |
| 2022                                      | Asunción             | Medalla de oro       |                      |